# Cryptoleucopteryx plumbea
Cryptoleucopteryx plumbea е вид птица от семейство Ястребови (Accipitridae), единствен представител на род Cryptoleucopteryx. Видът е почти застрашен от изчезване.

## Разпространение
Видът е разпространен в Еквадор, Колумбия, Панама и Перу.